# Rick van der Linden
Rick van der Linden, nizozemski glasbenik, klaviaturist in skladatelj, * 5. avgust 1946, Badhoevedorp, Nizozemska, † 22. januar 2006, Groningen, Nizozemska.
Rick van der Linden je bil nizozemski skladatelj in klaviaturist. Javnosti je postal znan kot član skupine Ekseption, igral pa je še v številnih drugih skupinah in tudi kot solist. Kot njegov vzornik Keith Emerson, je bil tudi van der Linden znan po tem, da je z modernimi priredbami populariziral klasično glasbo, ki so jo napisali Johann Sebastian Bach, Ludwig van Beethoven, Peter Iljič Čajkovski in številni drugi klasični skladatelji.

## Zgodovina
Rick van der Linden se je rodil v vasi Badhoevedorp, v bližini Amsterdama, kot drugi otrok v družini van der Linden. Ko je bil star 5 tednov, se je z družino preselil v Rotterdam, kjer so živeli do leta 1957. V starosti 7 let je Rick začel vaditi klavir, vendar je dve leti kasneje s klavirjem končal, ker ga igranje klavirja ni veselilo.
Ko je bil star 11 let se je z družino še enkrat selil, tokrat v Haarlem, kjer je začel obiskovati Triniteitslyceum. V starosti 13 let, ga je oče prepričal, da je zopet začel z igranjem klavirja. Kasneje se je vpisal na zelo cenjeno Glasbeno šolo Haarlem. Dve leti kasneje je Rick postal privatni učenec pri znanem Haarlemskem profesorju Pietu Vincentu. Ko je dopolnil 17 let, se je Rick vpisal na Haarlemski konservatorij, kjer se je poleg klavirja učil tudi orgel pri profesorju Aadu Broersenu in Albertu de Klerku. Rick je konservatorij zaključil dve leti kasneje, leta 1965 pa je zaključil študij na Kraljevem konservatoriju v Haagu, kjer je diplomiral iz klavirja, orgel, harmonije in kontrapunkta. V tem času si je Rick želel postati učitelj na Haarlemskem konservatoriju.
Rick se je v začetku 60. let navdušil nad rock'n'rollom, jazzom in baletom. Med študijem je delal v nočnih klubih, kjer je igral blues, pop, valčke in plesno glasbo. Leta 1964 je ustanovil svojo prvo skupino, klavirski trio, kasneje pa trobilni jazzovski septet, ki je igral le za zabavo. Po diplomi se je Rick pridružil skupini »Occasional Swing Combo«, profesionalnem jazzovskem septetu, ki je veliko koncertiral. Vzporedno je Rick gostoval po Nizozemski z različnimi orkestri, kjer je igral Bacha, Rahmaninova, Beethovna in Mendelssohna.
Leta 1966 je skupina Occasional Swing Combo nastopila skupaj z Rein van der Broekovo jazz zasedbo, The InCrowd in van der Broek je bil navdušen nad van der Lindnovim igranjem. Ricku je ponudil mesto v skupini The InCrowd in Rick je povabilo sprejel.
Kmalu potem je skupina odkrila, da obstaja še ena nizozemska skupina z istim imenom, zato so se preimenovali v Ekseption. Leta 1968 se je Rick udeležil koncerta skupine The Nice, neoklasičnega rock tria, ki je igral priredbo Bachovih Brandenburških koncertov. Van der Lindna je njihova glasba navdihnila.
Skupina Ekseption je od leta 1968 do 1974 veliko koncertirala. Rick je skupino zapustil leta 1974, ustvaril pa je novo skupino Trace. Skupina je bila trio, podobna skupini Emerson, Lake & Palmer. Leta 1978 se je Rick vrnil v skupino Ekseption. Igral je tudi s skupino Mistral in skupino Cum Laude. Izdal je več solo albumov s predelavami klasike. Kot studijski glasbenik je sodeloval z imeni kot so Jan Akkerman, Joachim Kuhn, Deep Purple, Phil Collins, Vangelis, Jack Lancaster in Brand X. Od leta 2002 do 2005 so skupino Ekseption sestavljali pretežno kanadski glasbeniki. S skupino je koncertiral po Kanadi in Evropi.

## Smrt
Rick van der Linden je dolga leta bolehal za sladkorno boleznijo, leta 2005 pa je uspešno prestal operacijo oči. 19. novembra 2005 je doživel srčni infarkt, zaradi česar je postal delni invalid. Umrl je 22. januarja 2006 v Groningenu. Njegovega pogreba se je udeležilo skoraj 500 ljudi.

## Poroke
Njegova prva žena je bila balerina Penney de Jager, s katero se je poročil 5. avgusta 1971. Leta 1972 se jima je rodil sin Rick jr., vendar sta se leta 1983 ločila. 17. maja 1989 se je van der Linden znova poročil, tokrat z Inez Zwart, ki je bila pevka in menedžerka skupine Ekseption.

## Diskografija

### S skupino Ekseption
- Ekseption (1969)
- Beggar Julia's Time Trip (1970)
- Ekseption 3 (1970)
- 00.04 (1971)
- Ekseption 5 (1972)
- Trinity (1973)
- Ekseption '78 (1978)
- Dance Macabre (1981)
- Ekseption '89 (1989)
- The Reunion (1994)
- Live In Germany (2003)

### S skupino Trace
- Trace (1974)
- Birds (1975)
- The White Ladies (1976)

### S skupino Cum Laude
- Cum Laude 1 (1980)
- Cum Laude 2 (1987)

### Solo
- Plays Albinoni, Bach, Handel (1976)
- Night of Doom (1977)
- GX1 (1978)
- Wild Connections (1979)
- Variations (1979)
- Solo (1981)
- Norfolk Line (1982)
- Old Friends, New Friends (1985)
- Rainbow Dubbel (1997)